# Acineta superba
La acineta o (Acineta superba (Kunth) Rchb.f. en Walp. 1863), es una orquídea de hábito epífita originaria de Suramérica. Es la especie tipo del género Acineta. Tiene flores muy fragantes.

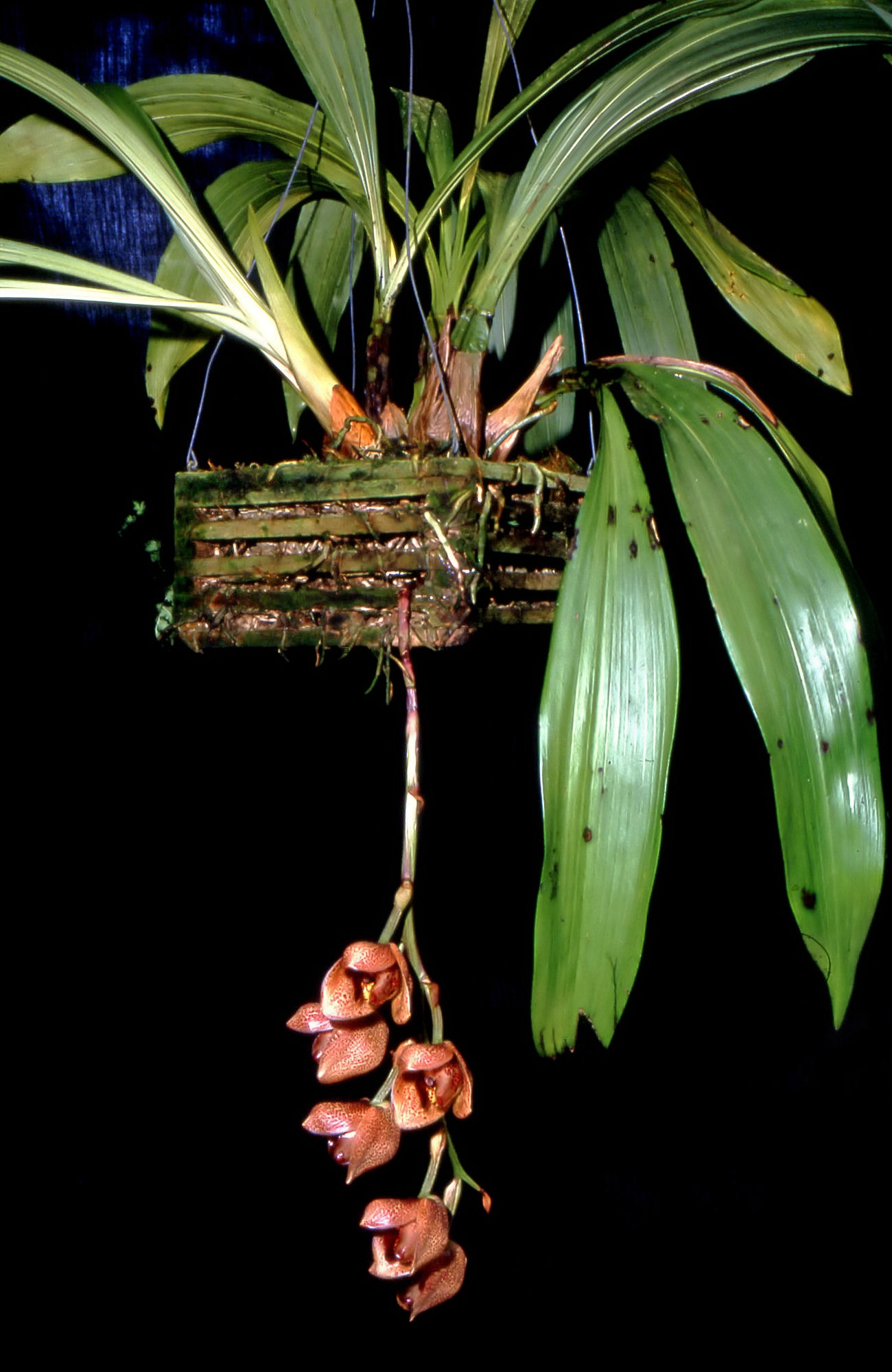
Vista de la planta

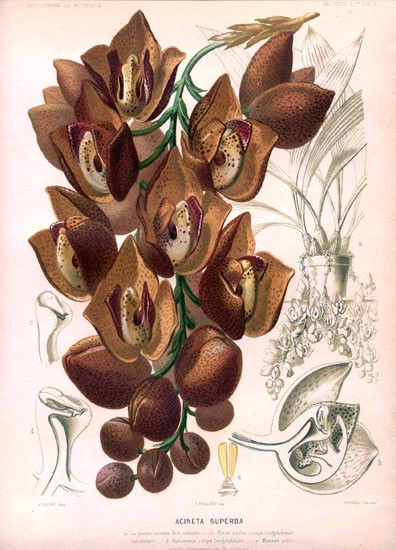
Ilustración

## Descripción
Es una planta de gran tamaño que prefiere climas cálidos a cada vez más fríos, tiene hábito epífita y presenta un pseudobulbo agrupado, ovoide a cilíndrico, brillante de color verde oliva, comprimido lateralmente con una vaina basal y con 2 a 4 hojas terminales, gruesas, glabras, oblanceoladas, agudas, pecioladas que produce sus flores en una inflorescencia basal colgante de 30 cm de largo, con varias flores fragantes, muy cerosas de color variable y que se producen al final del invierno y en la primavera.

## Hábitat y distribución
Se encuentra distribuido en Venezuela, Colombia, Ecuador y Perú en el dosel de los bosques húmedos de montaña en alturas de 800 a 1950 m s. n. m.

## Cultivo
Necesita estar montada en helechos arborescentes o en una cesta colgante para dar cabida a la larga inflorescencia que cuelga. También precisa de buena sombra, agua abundante y en aumento, mientras que en el invierno un breve descanso en seco provocará que aparezcan fuertes brotes en primavera.

## Taxonomía
Acineta superba fue descrita por (Kunth) Rchb.f. en Walp. y publicado en Annales Botanices Systematicae 6: 609. 1863.
Etimología
Acineta: nombre genérico que procede del griego "akinetos" = 'inmóvil' en referencia a su rígido labelo (labio). 
superba: epíteto que significa "excelente".
Sinonimia
Los siguientes nombres se consideran sinónimos de Acineta superba:
- Acineta collosa Sander 1898
- Acineta colmani hort. 1904
- Acineta fulva Klotzsch 1852
- Acineta humboldtii (Lindl.) Lindl. 1843
- Acineta humboldtii var. schilleriana Rchb.f. 1855
- Acineta schilleriana (Rchb.f.) Rchb.f. 1863
- Acineta supurba var fulva Schlechter 1917
- Anguloa superba Kunth 1815 basónimo
- Peristeria humboldtii Lindl. 1843
- Peristeria humboldtii var fulva Hook. 1845[4][5]

## Nombre común
- Español: Periquito en Colombia[1]